# دارين ساذرلاند
دارين ساذرلاند (بالإنجليزية: Darren Sutherland)‏ مواليد 18 أبريل 1982 في دبلن، جزيرة أيرلندا - الوفاة 14 سبتمبر 2009 في لندن، إنجلترا، كان ملاكم محترف أيرلندي. سبق أن شارك في دورة الألعاب الأولمبية الصيفية سنة 2008 وحقق الميدالية البرونزية فيها.

## إحصائيات
خاض خلال مسيرته 4 نزالا، فاز في 4 ولم يتعادل ولم يخسر. فاز بالضربة القاضية في 4 نزالا.

## الميداليات
| الميدالية | المسابقة                       |
| --------- | ------------------------------ |
| برونزية   | الألعاب الأولمبية الصيفية 2008 |

## روابط خارجية
- دارين ساذرلاند على موقع بوكس ريك (الإنجليزية) (registration required)
- دارين ساذرلاند على موقع أوليمبيديا (الإنجليزية)